# Așezământul de organizare administrativă a Basarabiei din 29 aprilie 1818
Așezământul de organizare administrativă a Basarabiei din 29 aprilie 1818, cunoscut și ca Așezământul obrazovaniei oblastiei Basarabiei, (în rusă Устав об образовании Бессарабской области) a fost un regulament administrativ destinat pentru uzul administrației publice din Basarabia, instalată de autoritățile țariste după intrarea Moldovei Orientale în stăpânirea Imperiului Rus, la 1812.
Promulgat de țarul Alexandru I la Chișinău în anul 1818, a fost înlocuit de Așezămîntul pentru ocârmuirea oblastiei Basarabiei, promulgat tot de de țarul Alexandru I la 29 februarie 1828.